# 傑佛遜海茨 (紐約州)
傑佛遜海茨（英語：Jefferson Heights）是位於美國紐約州格林縣的普查規定居民點。

## 人口
根據2020年美國人口普查的數據，傑佛遜海茨的面積為3.88平方千米，當中陸地面積為3.82平方千米，而水域面積為0.05平方千米。當地共有人口1122人，而人口密度為每平方千米289.18人。